# Matanzas (club de fútbol)
El Fútbol Club Matanzas es equipo de fútbol de Cuba, de la provincia de Matanzas. Actualmente juega el Campeonato Nacional de Fútbol de Cuba.

## Historia
Su mayor logro fue ganarle al Real Madrid C.F en 1934
Su mayor goleador es el jagüeyense Yunior González Torres con 132 goles 
El FC Matanzas descendió al Torneo de Ascenso en 2009-10, hasta el 2013 les invitó participar el Campeonato Nacional. Más tarde volvería a jugar el Torneo de Ascenso hasta el 2017 cuando el 2018 se canceló la segunda categoría. En 2019 regresó al máximo nivel de fútbol cubano en formato de fase de grupos, donde quedó en el 5 lugar del grupo.
En 2019-20 logró el 3.° de su historia por la acumulación de puntos en el apertura y clausura.

## Entrenadores
- Juan Oña (2005)[2]